# Ивэнергомаш
«ОАО Ивэнергомаш» — предприятие по производству стреловых и специальных кранов на автомобильном шасси, бурильных машин, погрузчиков, мачт и башен сотовой связи, находится в г. Иваново, предприятие является головным в группе компаний «Ивэнергомаш».
Предприятие является единственным в России, выпускающим автокраны с башенно-стреловым оборудованием,.
Выпускает:
- Стреловые и специальные автомобильные краны с индексами «КСТ» и «СМК»:

1. КСТ-7 грузоподъёмностью 7 т и высотой подъёма крюка 23,5 м[2].
2. СМК-14 грузоподъёмностью 14 т с телескопической двухсекционной стрелой на шасси автомобиля МАЗ-5337[4].

- Техника для освоения месторождений и содержания скважин[5].
- Погрузчики для перегрузки твердого топлива АП 175—400.
- Запасные части для энергетического оборудования, для АЭС.
- Мачты и башни сотовой связи.

ОАО «Ивэнергомаш» выпускает широкий спектр комплектующих к кранам собственного производства, а также к сельскохозяйственной и лесозаготовительной технике. А также осуществляет экспертизу и ремонт машин собственного производства, в том числе, снятых с производства.

## История

### Кустарная Мастерская
Предприятие основано в 1858 году и является одним из старейших предприятий металлообрабатывающей промышленности на территории Ивановской области.
Фактически, в то время это был ещё не завод, а кустарная мастерская, выполнявшая заказы фабрикантов Владимирской и Костромской губерний. С развитием текстильной промышленности мастерская расширялась.

### Механический машиностроительный и чугунолитейный завод
С 1874 года она стала именоваться Механическим машиностроительным и чугунолитейным заводом господ Смоляковых в городе Иваново-Вознесенске. Незадолго до первой мировой войны на заводе освоили выпуск некоторых машин для сельского хозяйства.

### Чугунолитейный завод № 2 губсовнархоза
Начиная с 1918 года предприятие стало именоваться Чугунолитейным и механическим заводом № 2 губсовнархоза и была определена его специализация: производство болтов и мелких запчастей для ткацких станков.
В 1935 году номенклатура выпускаемых изделий была изменена. Теперь завод специализировался, главным образом, на производстве запчастей для электростанций.

### Ивановский механический завод
В 1936 году предприятие было переименовано и стало называться Ивановским механическим заводом.
В годы Великой Отечественной войны завод выпускал помимо специализированной продукции для электростанций и оборонную продукцию.
В 1951 году предприятие освоило производство автомобильных кранов К-51 грузоподъёмностью 5т на шасси автомобиля МАЗ-200.
В 1953 году завод выпускает 50 комплектов автокранов «Блейхерт» на шасси ЗИС-5 грузоподъёмностью 3т,.
Используя новшества, применённые немецкими конструкторами в 1954 году предприятие выпускает первый отечественный дизель-электрический автокран ДЭК-51 на шасси автомобиля МАЗ-200.
C 1957 года предприятием освоен выпуск экскаваторов Э-155 на пневмоколёсном ходу с различным навесным оборудованием: с ковшом объемом 0,15 м³ или стрелой в стреловом исполнении грузоподъёмностью от 0,53 — до 0,7 т. На экскаваторы устанавливались двигатели Д-16 мощностью 16 л.с. или Д-20 мощностью 18 л.с..
В 1957 году предприятием была разработана и освоена серия экскаваторов Э-156 на гусеничном ходу с различным навесным оборудованием, предназначенных для выполнения небольших объемов земляных работ на легких и средних грунтах, в городском и сельском строительстве.
С помощью усовершенствования отдельных узлов автокрана ДЭК-51 на том же шасси МАЗ-200 удалось увеличить грузоподъёмность до 7,5 т. Новинку запустили в серию в сентябре 1958 года и назвали СМК-7. До конца года изготовили 70 таких машин. Этот кран демонстрировался на ВДНХ СССР и был удостоен Золотой медали.
С 1960 года предприятие приступило к выпуску бурильных машин.
В 1962 году машина МРК-1 демонстрировалась на ВДНХ СССР и была удостоена Золотой медали.
Опытно-конструкторским бюро Ивановского механического завода разработана и с 1970 года завод приступает к выпуску модели крана КСТ-5 грузоподъёмностью 5 т на шасси автомобиля МАЗ.

### ОАО «Ивэнергомаш»
В 1992 году Ивановский механический завод был приватизирован и преобразован в ОАО «Ивэнергомаш».

## Завод сегодня
Начиная с 2003 года началось формирование новой структуры предприятия с целью оптимизации налогообложения и привлечения финансовых ресурсов.
Для этого ОАО «Ивэнергомаш» и несколько самостоятельных предприятий образуют так называемую группу компаний «Ивэнергомаш», общая миссия которой — развитие металлообработки в Ивановской области и достижение лидерских позиций в производстве кранов и буровых машин специального назначения.
В феврале 2005 года на ОАО «Ивэнергомаш» проведена адаптация прибора и устройства безопасности ОНК-140-111М к автокрану КСТ-5АМ1.
В 2006 году на выставке «Строительная техника и технологии-2006» (СТТ-2006, г. Москва) были представлены: бурильная машина МРК-800 для бурения котлованов диаметром от 500 мм до 800 мм и автокран КСТ-7 на шасси автомобиля КАМАЗ-53605-15.

## Деятельность
Завод является партнёром ФАКБ «Вознесенский»: .

### Структура
- Опытно-конструкторское бюро.
- Цех металлоконструкций.
- Механосборочный цех.

### Руководство и собственники
В советскую эпоху предприятие относилось к Министерству Энергетики и Электрификации СССР.
В соответствии с Указом Президента Российской Федерации от 15 августа 1992 года № 923 предприятие вошло (№ 351) в «Перечень объединений, предприятий и организаций, преобразуемых в акционерные общества, акции которых вносятся в уставный фонд российского акционерного общества».

### Продукция в разное время
Предприятие в разное время выпускало:
- Автомобильные специальные монтажные краны:

1. СМК-7 грузоподъёмностью 7,5 т, на шасси автомобиля МАЗ-500А и СМК-7М на шасси автомобиля МАЗ-5334.
2. СМК-10 грузоподъёмностью 10 т, на шасси автомобиля МАЗ-500А
3. СМК-101 грузоподъёмностью 10 т, на шасси МАЗ-5334 и СМК-101А на шасси автомобиля МАЗ-5337-10[17].
4. СМК-12А грузоподъёмностью 12,5 т, на шасси автомобиля МАЗ-5337[18].
5. СМК-14 грузоподъёмностью 14т, на шасси автомобиля МАЗ-5337[18].

- Краны специальные телескопические:

1. грузоподъёмностью 5 т КСТ-5 на шасси автомобиля МАЗ-500 и его модификация СМК-5АМ1 на шасси автомобиля МАЗ.

- Экскаваторы:

1. Полноповоротный пневмоколёсный экскаватор Э-155 с универсальной лопатой с ковшом объёмом 0,15 м³ или стрелой грузоподъёмностью от 0,53 т- 0,7 т[11].
2. Полноповоротный гусеничный экскаватор Э-156[12].

- Бурильные машины типа «МРК»: МРК-750А4 на базе шасси автомобилей Амур-531320 и Урал 4320.

### Показатели деятельности
На протяжении периода 2002-2003 года предприятие «Ивэнергомаш» находилось в критическом положении, оно находилось под внешним управлением. Выпуск продукции составил 4 автокрана в 2002 году и 4 автокрана в 2003 году.
Предприятие является одним из старейших в Ивановской области и входит в систему машиностроительного комплекса РАО ЕЭС России.

### Награды
- Награды ВДНХ СССР: , , , , ,
- В ноябре 1995 года предприятию вручили Сертификат РФ «Лидер Российской Экономики», удостоверяющий, что предприятие входит в состав 5000 ведущих предприятий имеющих статус «Лидер Российской Экономики»:.
- В 2005 году предприятие и ОКБ получили Диплом Участника 3-й Специализированной выставки «Подъёмтранстехника-2005» за успешную разработку и постановку на производство первого в России башенного автокрана с гидроприводом исполнительных механизмов КСТ-5АМ1:
- В 2005 году предприятие получило Диплом Участника 6-й Международной Специализированной выставки «Строительная техника и технологии’2005»:
- В 2005 году предприятие получило Золотую грамоту Мецената Благотворительного Фонда «Меценаты Столетия»:

## Герои Социалистического Труда
- Морданов, Евгений Петрович более 40 лет проработал на Ивановском механическом заводе.[19]